# 英格兰
英格蘭（英語：England），又稱作英國、英倫，漢語舊稱“英吉利”，為英國的構成國之一，位於大不列顛島東南部，蘇格蘭以南，威爾斯以東，是英國面積最大、人口最多、經濟最發達的一個地区。雖然就傳統上一般可以認為其政治地位相當於一個國家，但以國際通行標準上其仍然是一級行政區。
在歷史上，英格蘭與蘇格蘭之間是以罗马不列颠时期所建的哈德良長城為界。“England”這個名字源自Angles（盎格魯人，大迁徙时期从日德兰半岛和北德平原渡海入侵不列颠的三大日耳曼部落之一），其原名「Engla-lond」意為「盎格魯人之地」。

## 历史
英格蘭是聯合王國四個主要地區中面积最大以及人口最多的地方，之所以會有這種地區上的劃分，可以追溯到5世纪時盎格魯-撒克遜人的到來。而英格蘭地區在政治上的統一則是從10世纪開始的。直到公元10世紀之前，英格蘭的歷史其實是很難和整個大不列顛的歷史分割開來的。

## 经济
英格兰作为英国经济最强大的地区，整个18世纪都是全世界人均GDP最高的地区，至2018年，人均GDP已达32,857英镑，其GDP总额更占整个英国近90%之多。2018年，英格兰地区GDP达到28,000亿美元。

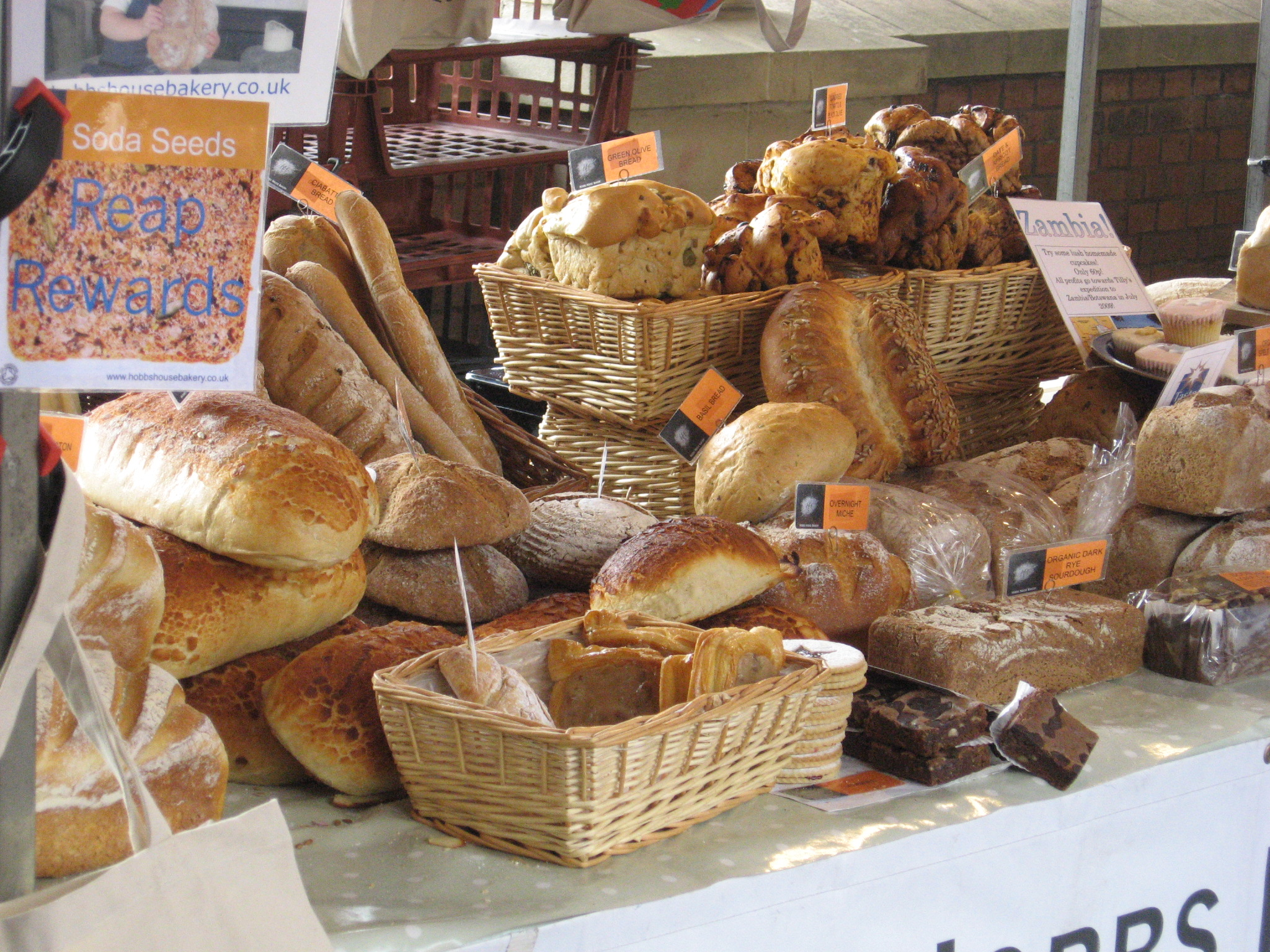
英格兰小麥帶動的麵包製造業
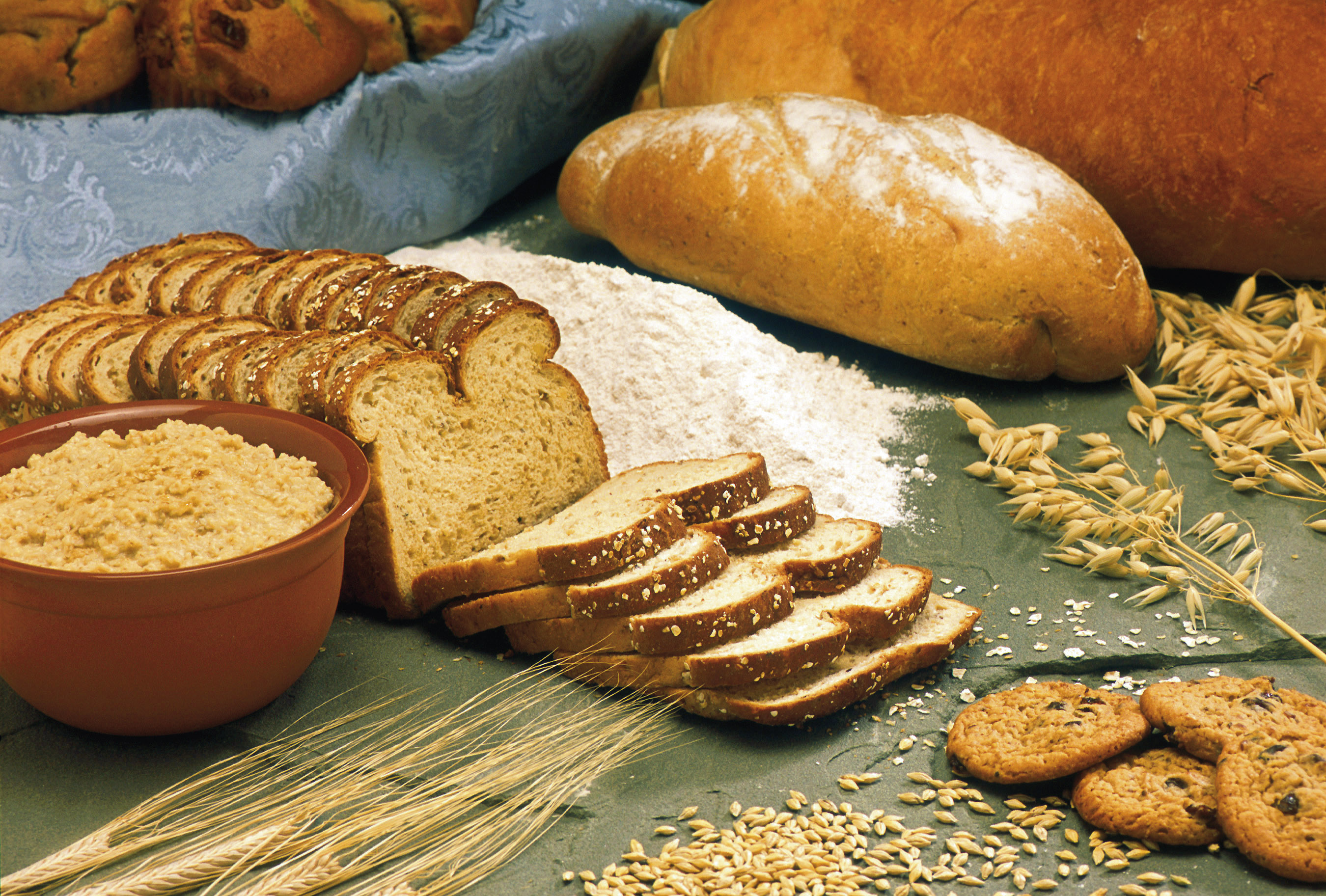
英格兰糖霜吐司
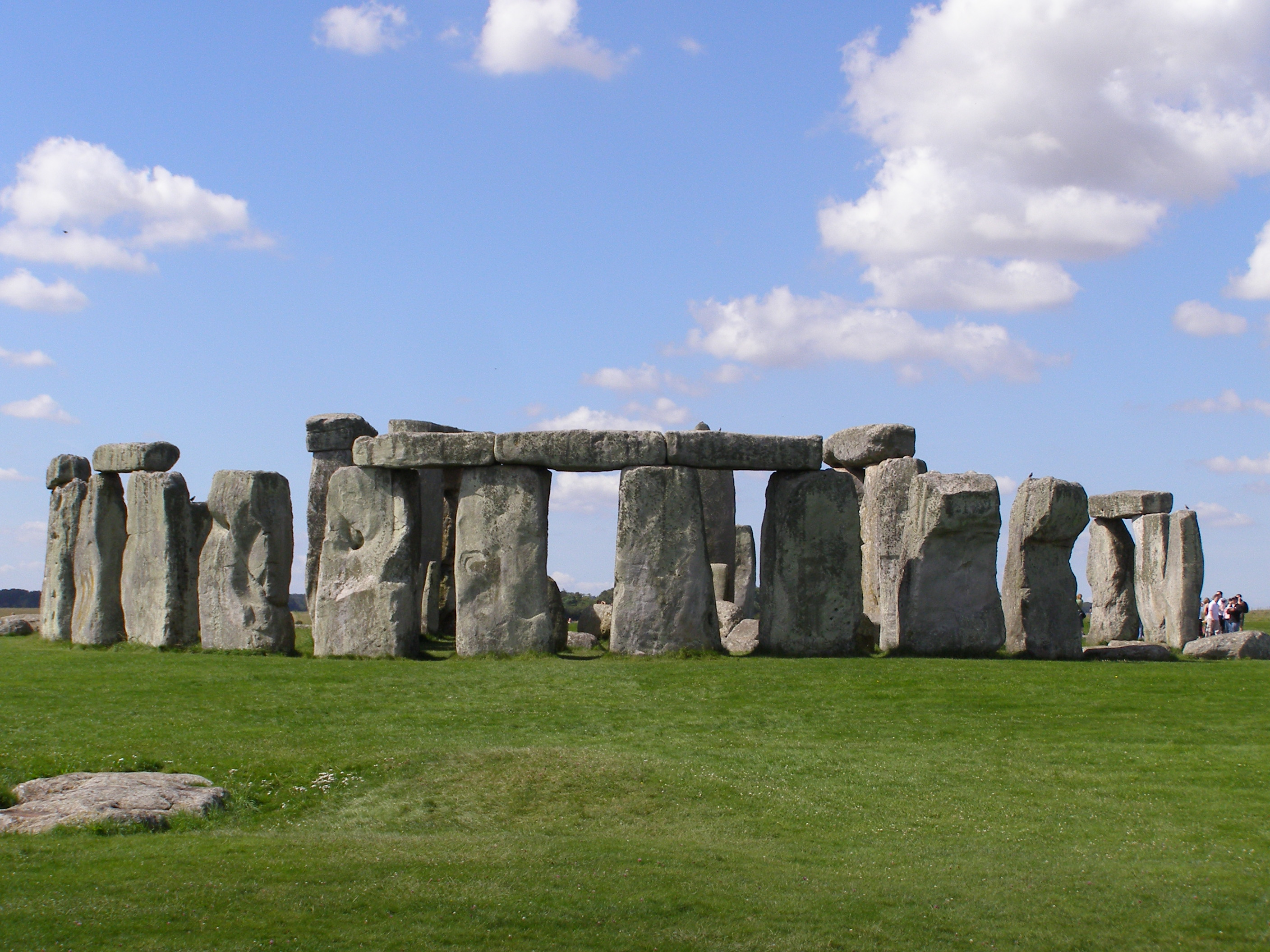
巨石陣
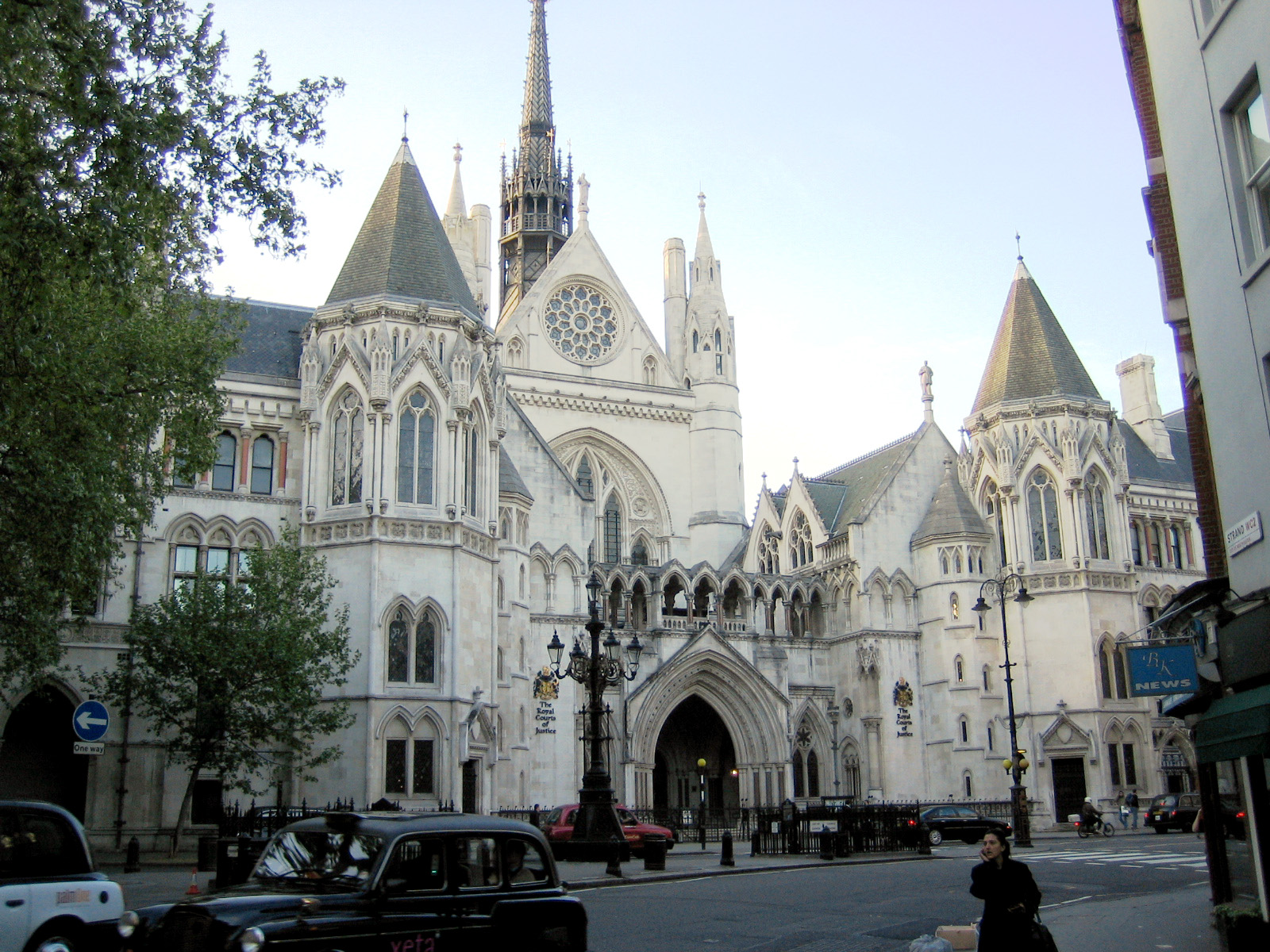
皇家最高法院
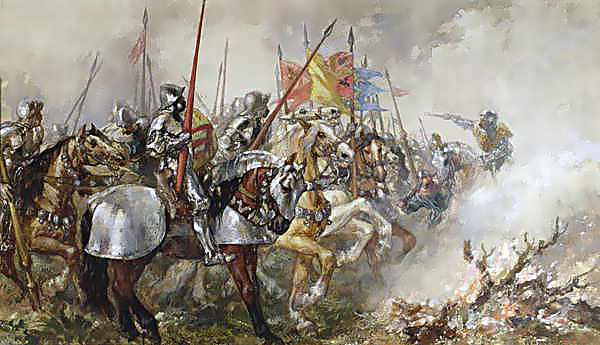
英格兰王國阿金库尔战役油畫
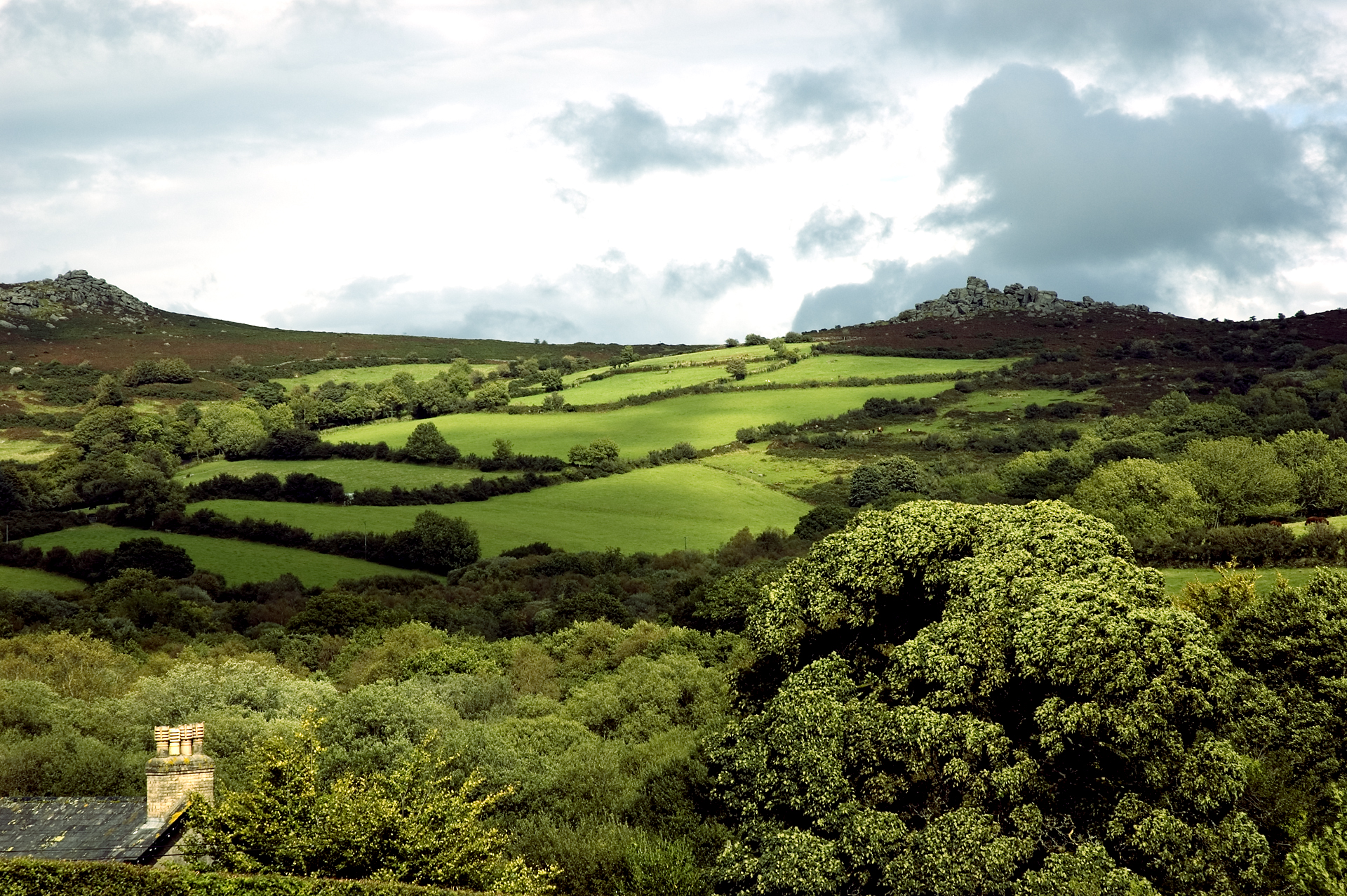
达特穆尔
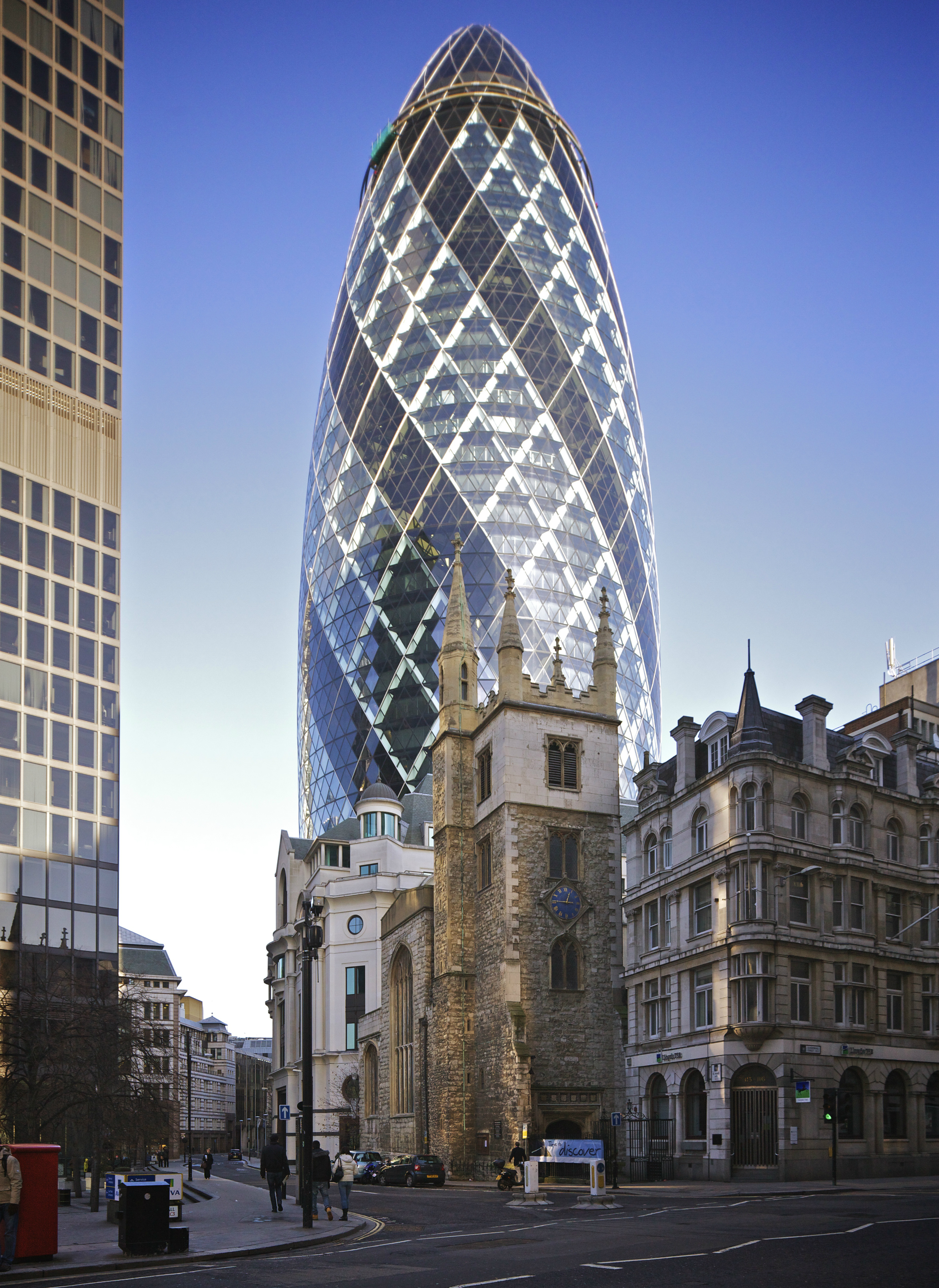
倫敦金融區
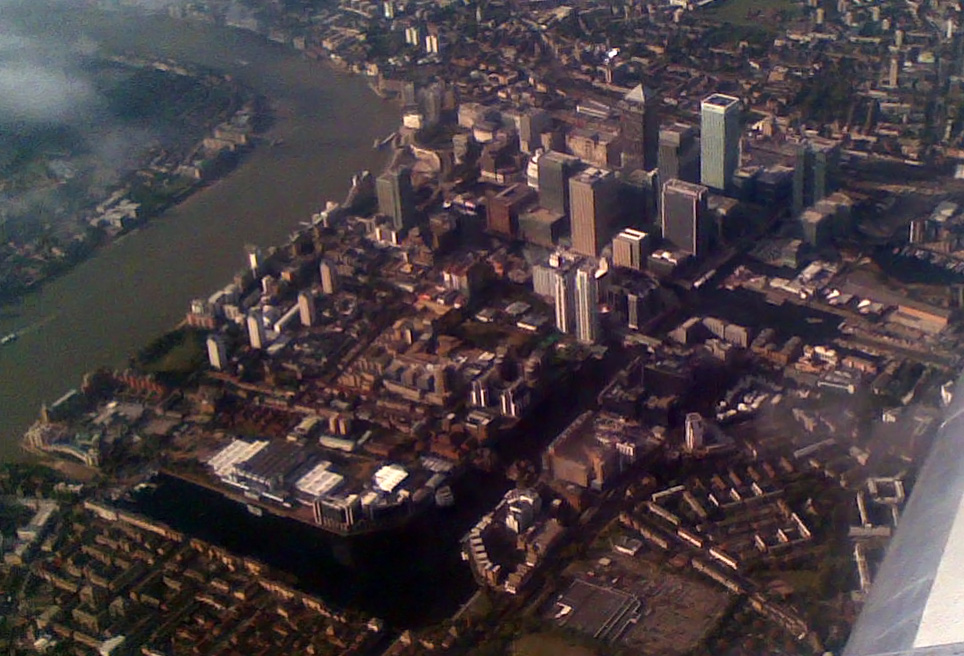
金絲雀碼頭的繁華地帶
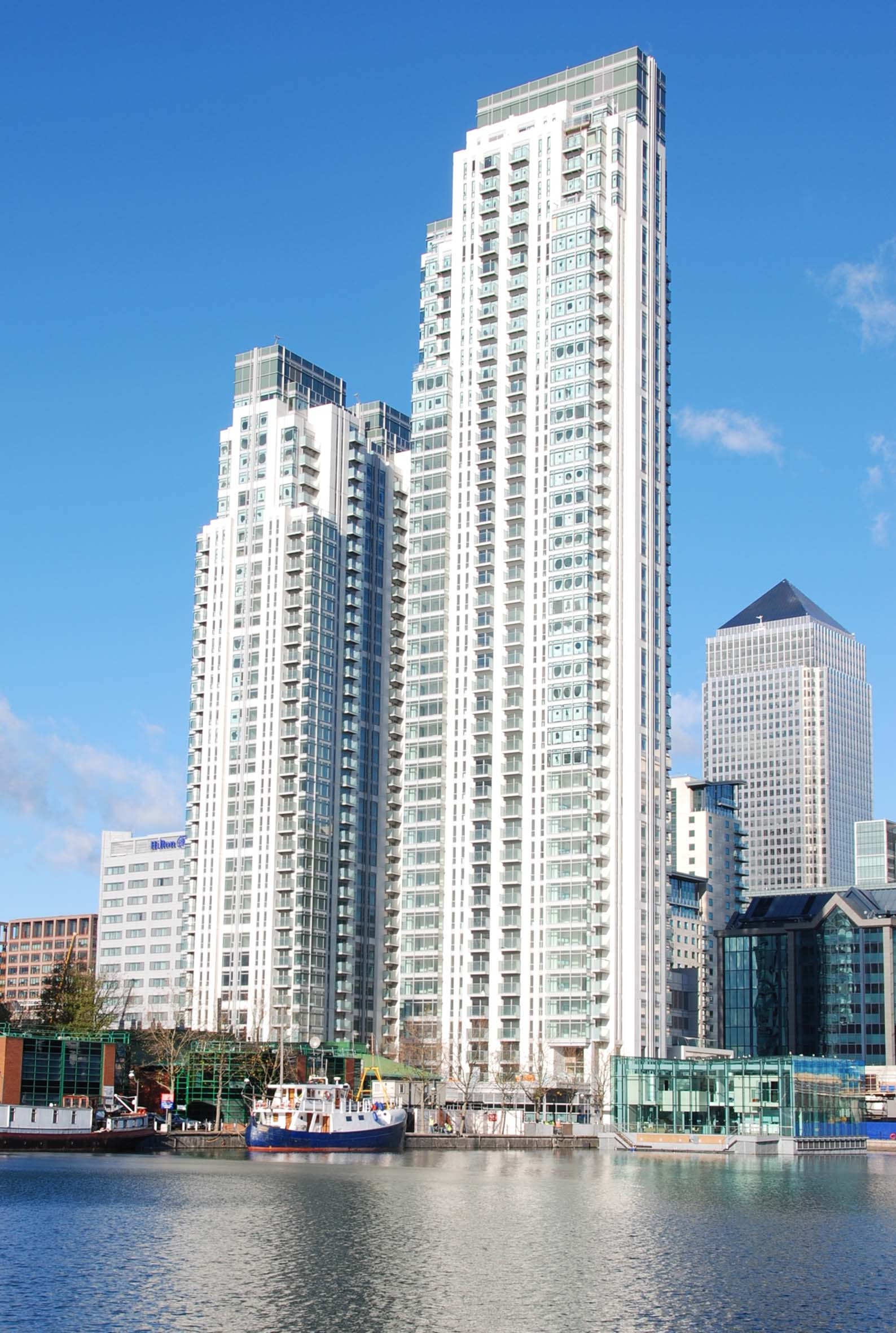
Pan Peninsula大廈
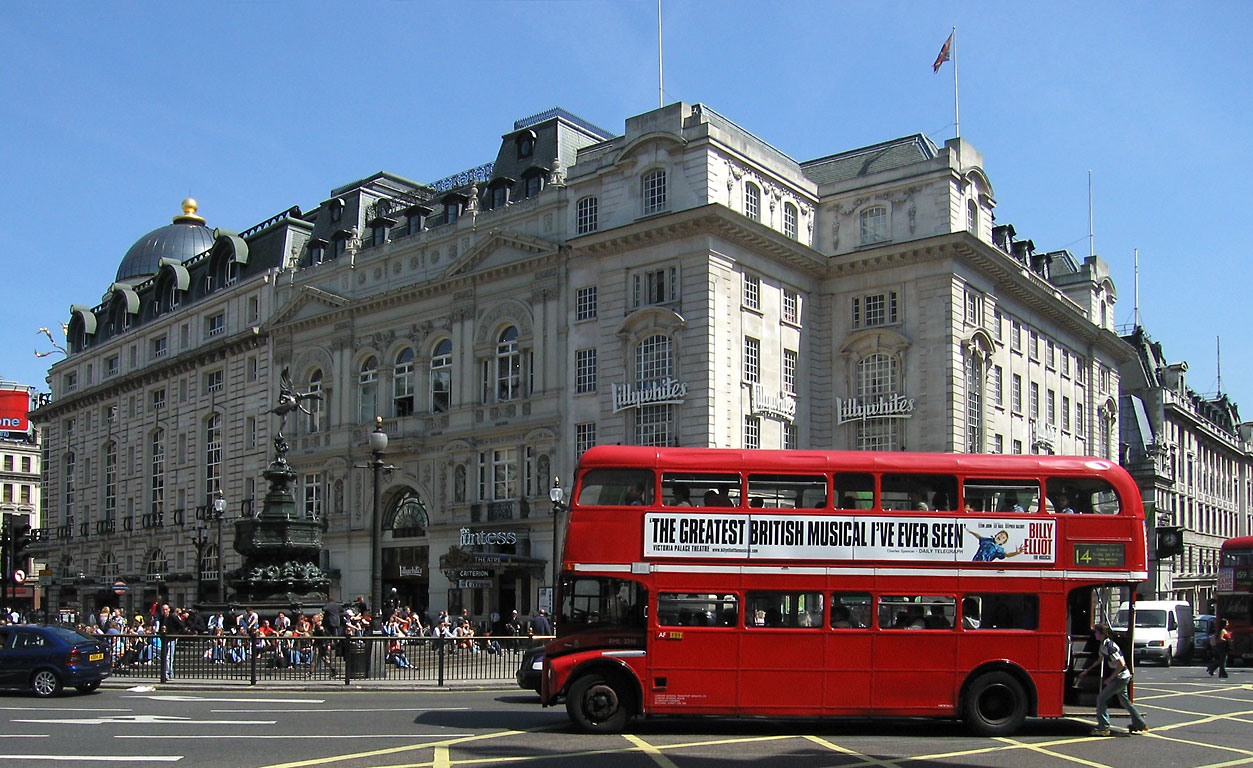
維多利亞時代建築

## 地理

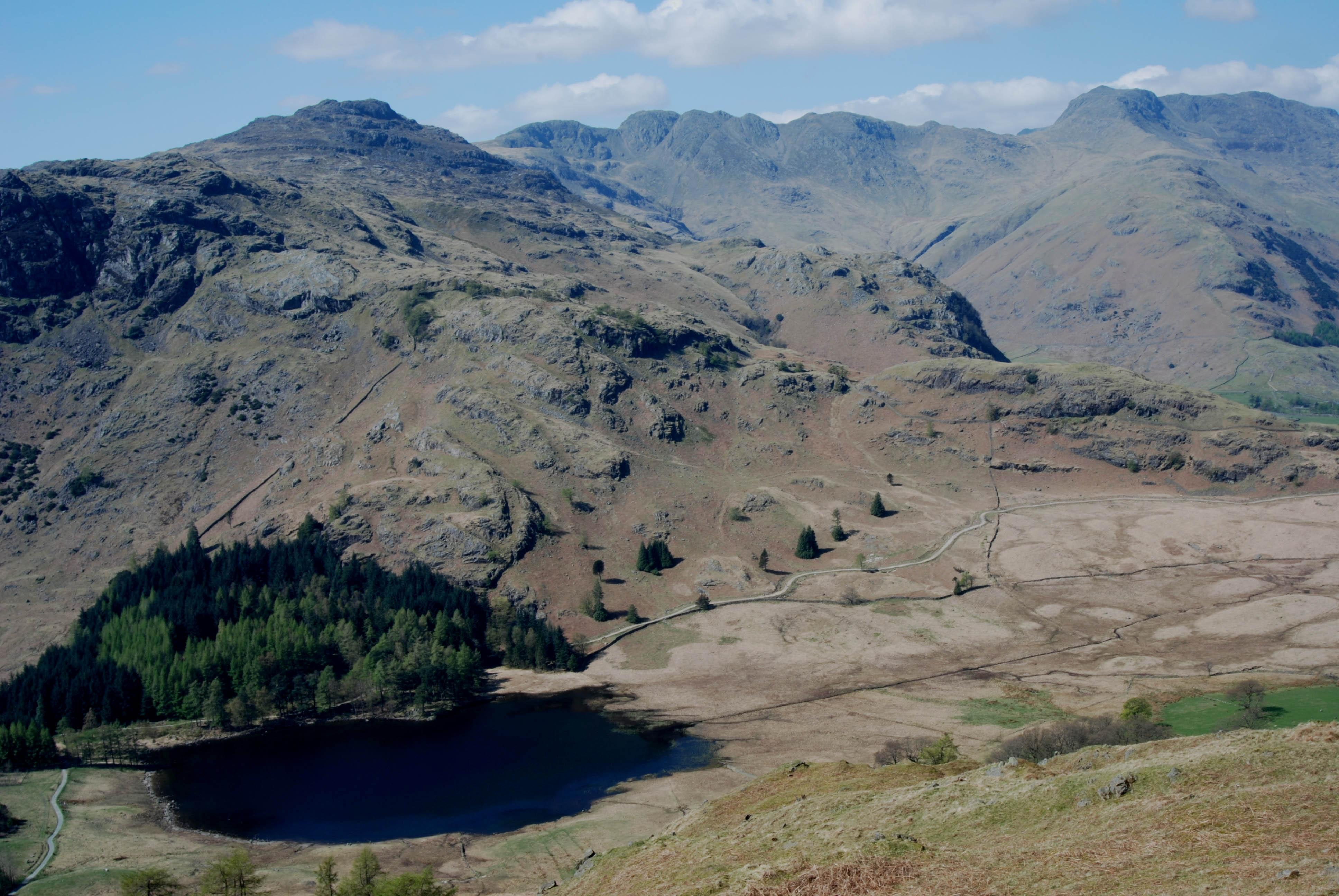
湖區國家公園

英格兰大部分地区地势绵延起伏，北部多山区。主要的河流包括了泰晤士河和塞文河，其中塞文河是英国最长的河流。主要城市包括了伦敦、曼彻斯特、利物浦、纽卡斯尔和伯明翰。多佛港附近的英吉利海峡隧道将英国与海峡对岸的法国相连接。英国还有1,098个小岛。
有關南英格蘭和北英格蘭在文化和經濟上的不同，參見南北分歧。

### 氣候
| 英格蘭的氣候數據  | 英格蘭的氣候數據 | 英格蘭的氣候數據 | 英格蘭的氣候數據 | 英格蘭的氣候數據 | 英格蘭的氣候數據 | 英格蘭的氣候數據 | 英格蘭的氣候數據 | 英格蘭的氣候數據 | 英格蘭的氣候數據 | 英格蘭的氣候數據 | 英格蘭的氣候數據 | 英格蘭的氣候數據 | 英格蘭的氣候數據 |
| 月份              | 1月              | 2月              | 3月              | 4月              | 5月              | 6月              | 7月              | 8月              | 9月              | 10月             | 11月             | 12月             | 全年             |
| ----------------- | ---------------- | ---------------- | ---------------- | ---------------- | ---------------- | ---------------- | ---------------- | ---------------- | ---------------- | ---------------- | ---------------- | ---------------- | ---------------- |
| 平均高温 °C（°F） | 7 (45)           | 7 (45)           | 9 (48)           | 12 (54)          | 15 (59)          | 18 (64)          | 21 (70)          | 21 (70)          | 18 (64)          | 14 (57)          | 10 (50)          | 7 (45)           | 13 (55)          |
| 平均低温 °C（°F） | 1 (34)           | 1 (34)           | 2 (36)           | 4 (39)           | 6 (43)           | 9 (48)           | 11 (52)          | 11 (52)          | 9 (48)           | 7 (45)           | 4 (39)           | 2 (36)           | 6 (43)           |
| 平均降水量 mm（） | 84 (3.3)         | 60 (2.4)         | 67 (2.6)         | 57 (2.2)         | 56 (2.2)         | 63 (2.5)         | 54 (2.1)         | 67 (2.6)         | 73 (2.9)         | 84 (3.3)         | 84 (3.3)         | 90 (3.5)         | 838 (33.0)       |
| 来源：英國氣象局  |                  |                  |                  |                  |                  |                  |                  |                  |                  |                  |                  |                  |                  |

## 行政區劃
| 英格兰行政区 | 英格兰行政区 | 英格兰行政区 | 英格兰行政区 | 英格兰行政区 | 英格兰行政区             | 英格兰行政区 |
| ------------ | ------------ | ------------ | ------------ | ------------ | ------------------------ | ------------ |
| 主权国家     | 英国         | 英国         | 英国         | 英国         | 英国                     | 英国         |
| 构成国       | 英格兰       | 英格兰       | 英格兰       | 英格兰       | 英格兰                   | 英格兰       |
| 大区         | 大区         | 大区         | 大区         | 大区         | 大区                     | 大区         |
| 郡级（上层） | 伦敦城       | 倫敦郡       | 都會郡       | 非都会郡     | 单一管理郡/区 （单一层） | 锡利群岛     |
| 区级（下层） | 伦敦城       | 伦敦区       | 都会区       | 非都会区     | 单一管理郡/区 （单一层） | 锡利群岛     |
| 教区         | （无）       | （无）       | 民政教區     | 民政教區     | 民政教區                 | 民政教區     |

今日的英格蘭共有四種不同等級的行政區劃，分別是地區(Region)等級，郡(County)等級，區(District)等級與牧區(Parish)等級。每個等級的行政區劃又根據當地的地理人文特性而有不同的類別。

### 地區級行政區
包括地位較特殊的大倫敦在內，英格蘭共被分為九個政府級區域(Government Office Region)，各區域再下轄一或多個郡級行政區劃。雖然英格蘭的區域並不具有任何選舉分區上的用途，但卻被用以作為英格蘭在歐洲議會中的席次代表劃分方式。
- 大倫敦
- 東北英格蘭地區
- 西北英格蘭地區
- 約克郡-亨伯地區
- 西米德蘭地區
- 東米德蘭地區
- 東英格蘭地區
- 英格蘭西南地區
- 英格蘭東南地區

### 郡級行政區
英格蘭的郡級行政區共有四種：
- 名譽郡（Ceremonial county）：有一個代表英國王室但沒有實權的郡尉（Lord Lieutenant）常駐，僅有地理稱呼、協調範圍內民政事務等少數功能。非都市郡和周邊單一管理區（可以多於1個）的範圍合組成一個名譽郡，都市郡的範圍直接等同一個名譽郡，其中包含倫敦市（City of London）；共48個。
- 都市郡（Metropolitan county）：分佈於人口密集的地方，在1985年廢除擁有郡議會，形同虛設，唯部分權限由半官方的聯合法人機構取代，共6個。
- 非都市郡（Non-metropolitan county，又）：分佈於人口較稀少的地方，其中有許多是延續英格蘭地區傳統的郡名。28個非都市郡裡有27個擁有郡議會，唯一的例外是伯克郡。
- 單一管理區（Unitary authority）：1990年代引入的行政單位，面積比郡小很多，地位可與郡相當，並擁有自己的議會。有趣的是，包含錫利群島的地方議會錫利群島議會在內，既不是郡級議會也不是區級議會，自成一格；共55個。
- 大倫敦：大倫敦擁有與英格蘭其他地區完全不同的行政區劃方式，在大倫敦地區底下有兩種不同的郡級行政區，分別是伦敦市（City of London）與32個伦敦自治市（London boroughs）。在行政特色上，大倫敦地區的這些郡級行政區其實可被視為是一種單一管理區的型態。

### 區級行政區
區()是英格蘭的第三級行政區劃單位，有時這些行政單位可能會兼具有自治市鎮(borough)、城市地位(city status)或皇家自治市鎮(royal borough)的地位。
- 都市區(Metropolitan district)：都會區是都會郡的次級行政區劃，通常都會區都兼具有自治城鎮的地位。當某郡的郡議會遭到裁撤時，底下的區議會將會直接繼承自主權，而成為一個類似單一管理區的行政單位。
- 非都市區(Non-metropolitan district)：非都會區是非都會郡的次級行政區劃。通常非都會區會與其上級的郡議會分享自治權，但其運作方式與都會區有所不同。

### 教區級行政區
教區（civil parish，或簡稱為parish）是英格蘭最低階的行政單位。牧區有自己的議事單位，稱為牧區議會(parish council)，但假如一個教區內有投票權的公民人數不滿200人，則可能以組織較精簡的牧區會議(parish meeting)取代之。雖然牧區的劃分設立大部分都有宗教上的淵源，但今日作為行政區劃的牧區，早已與其英格蘭國教會的起源不再有關。

## 主要城市
| - 伯明翰 - 布拉德福德 - 布里斯托尔 - 谢菲尔德 - 考文垂 - 德比郡 - 赫爾河畔京士頓 - 利兹 - 莱斯特 - 利物浦 - 伦敦 | - 曼彻斯特 - 泰恩河畔纽卡斯尔 - 诺丁汉 - 普利茅斯 - 桑德兰 - 伍爾弗漢普頓 - 劍橋 - 約克 - 牛津 |

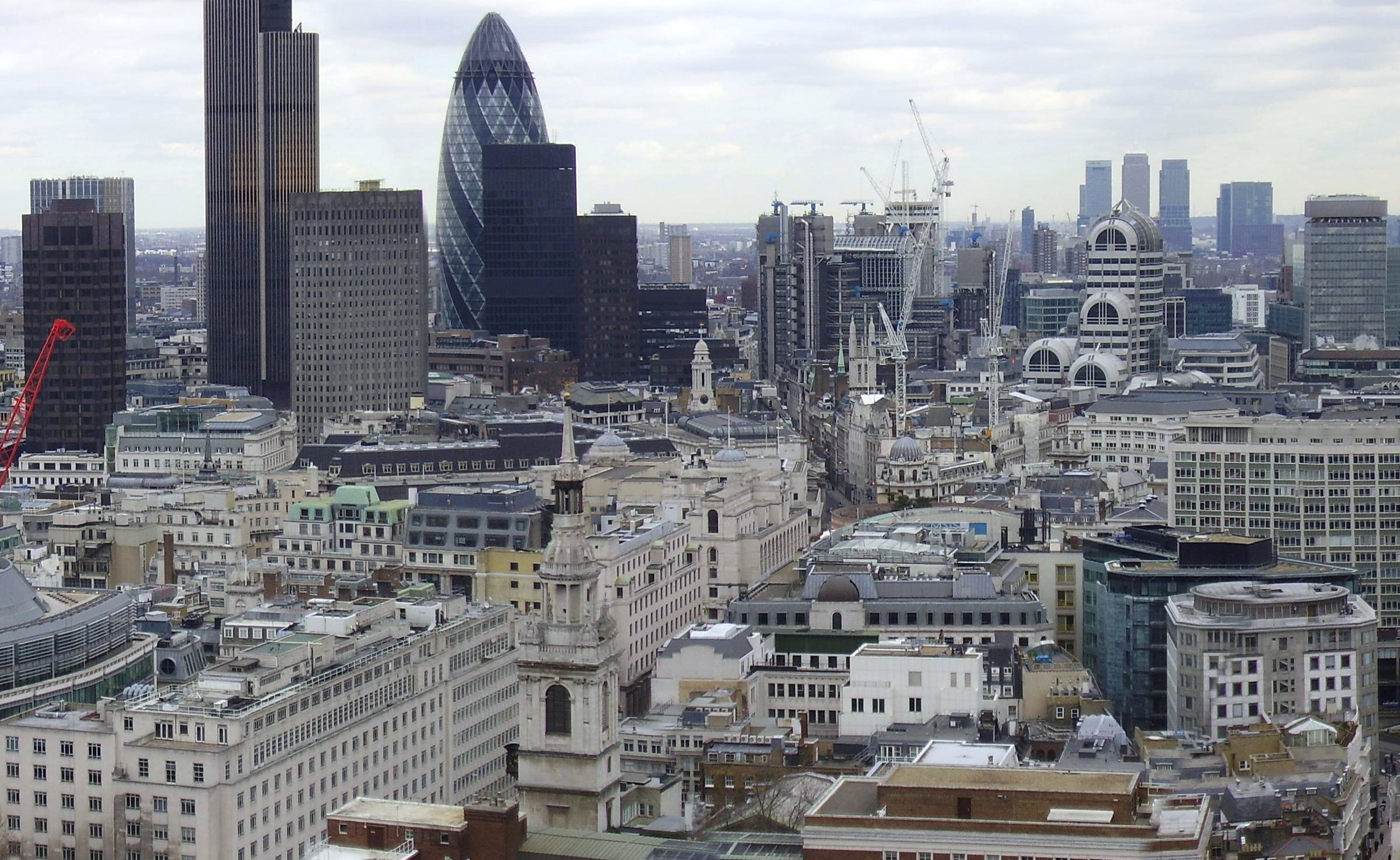
倫敦
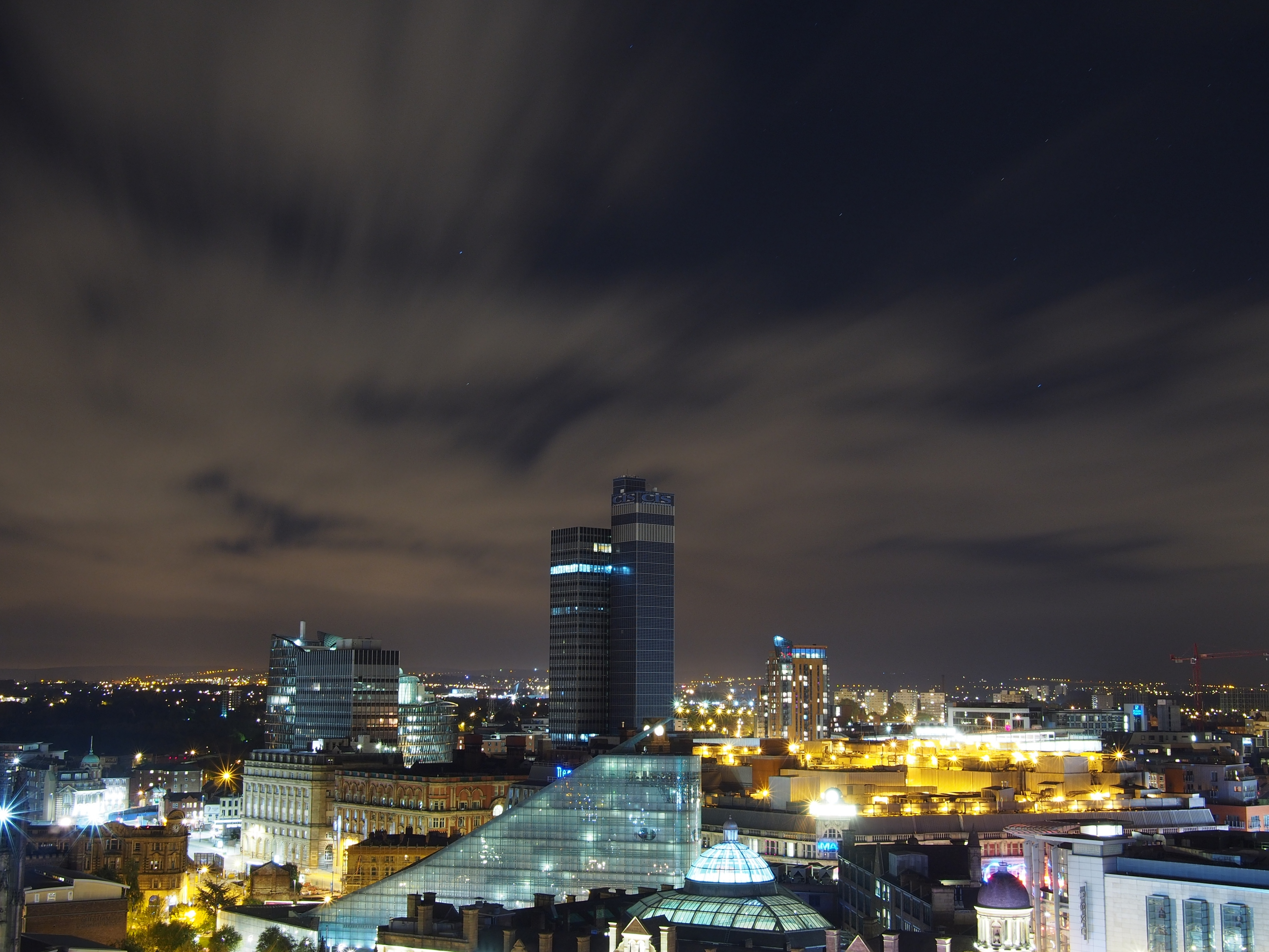
曼徹斯特
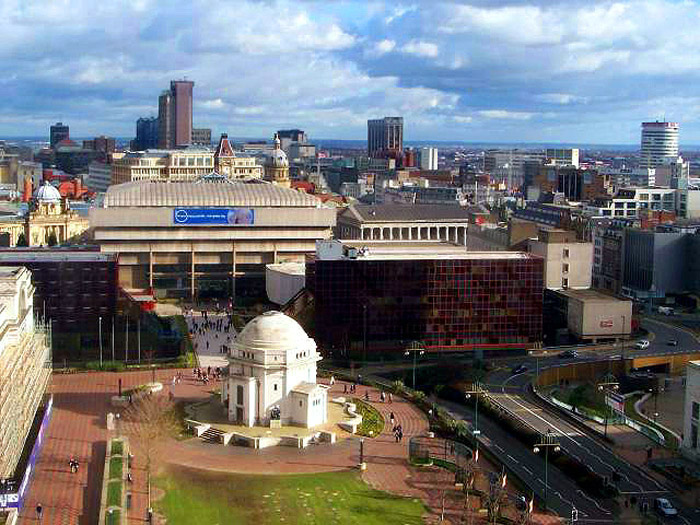
伯明罕
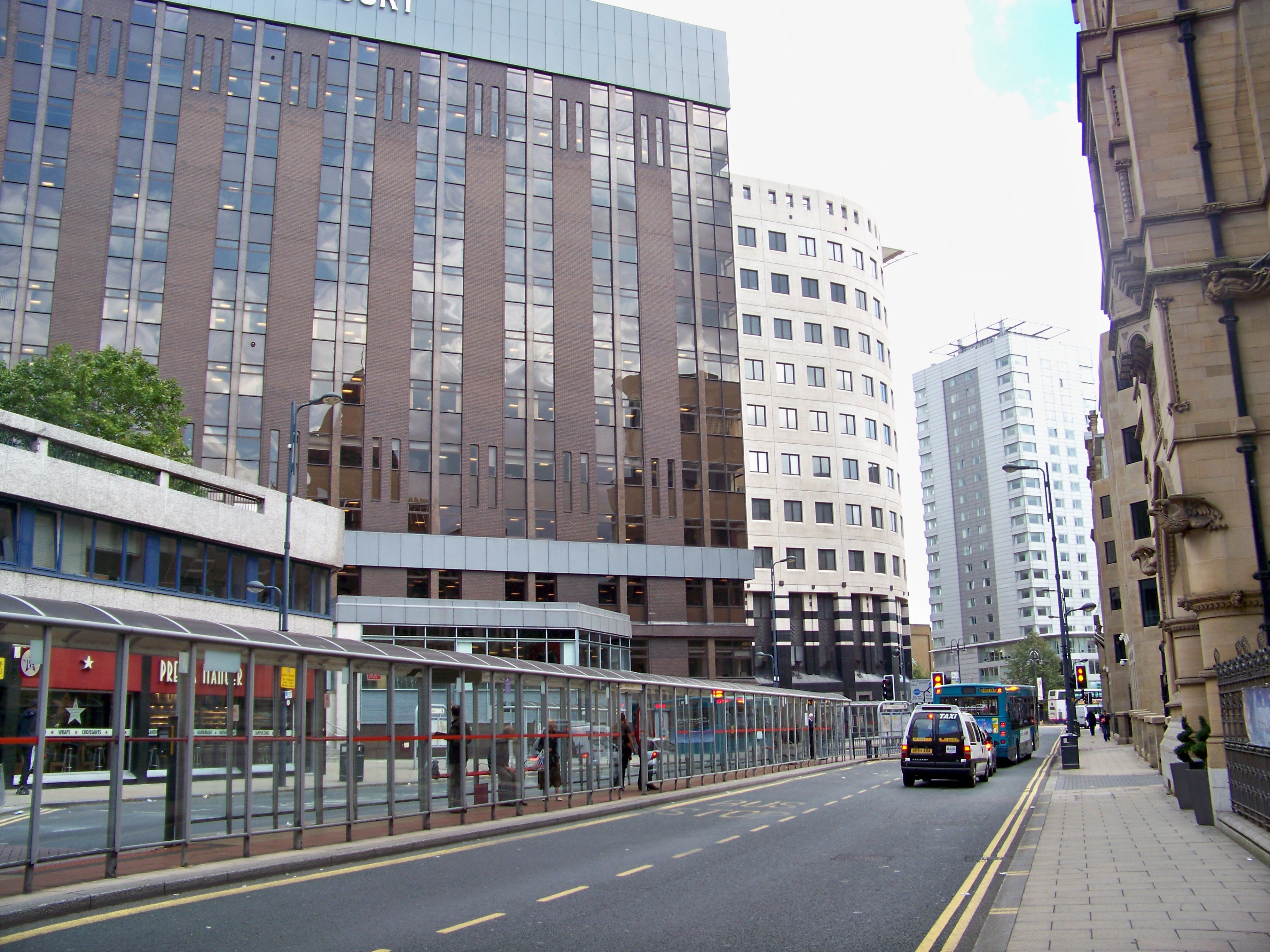
里兹
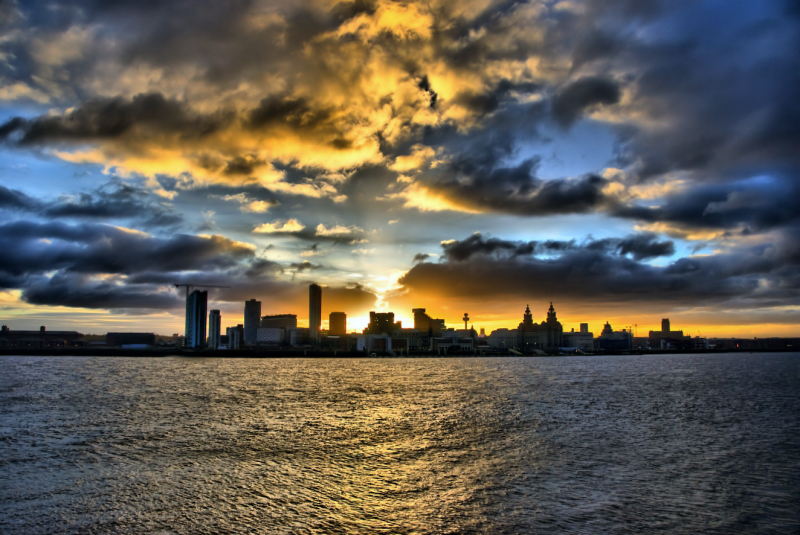
利物浦
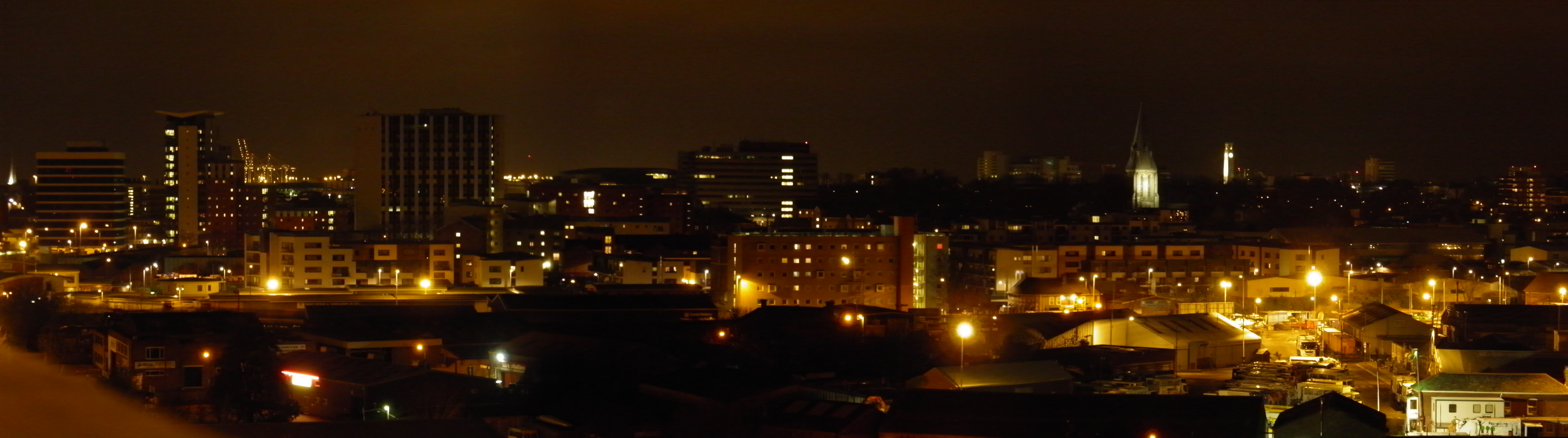
南安普敦
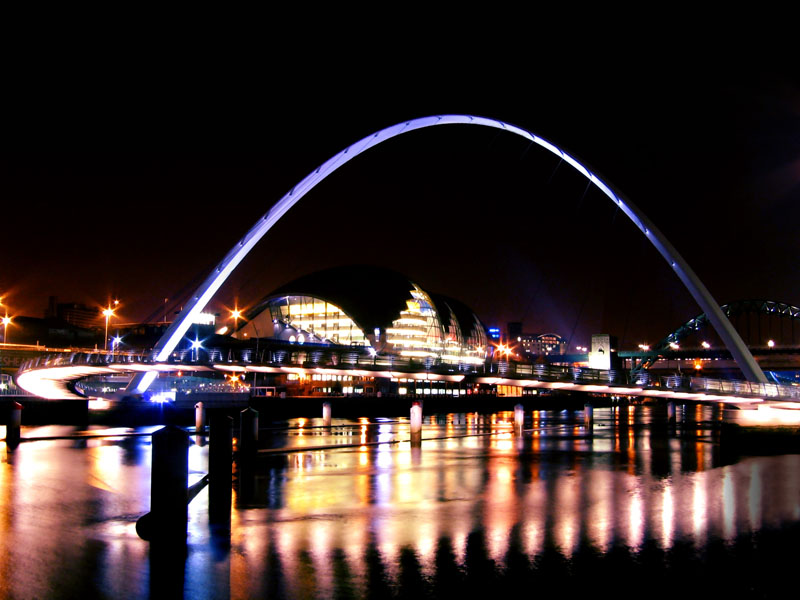
新堡
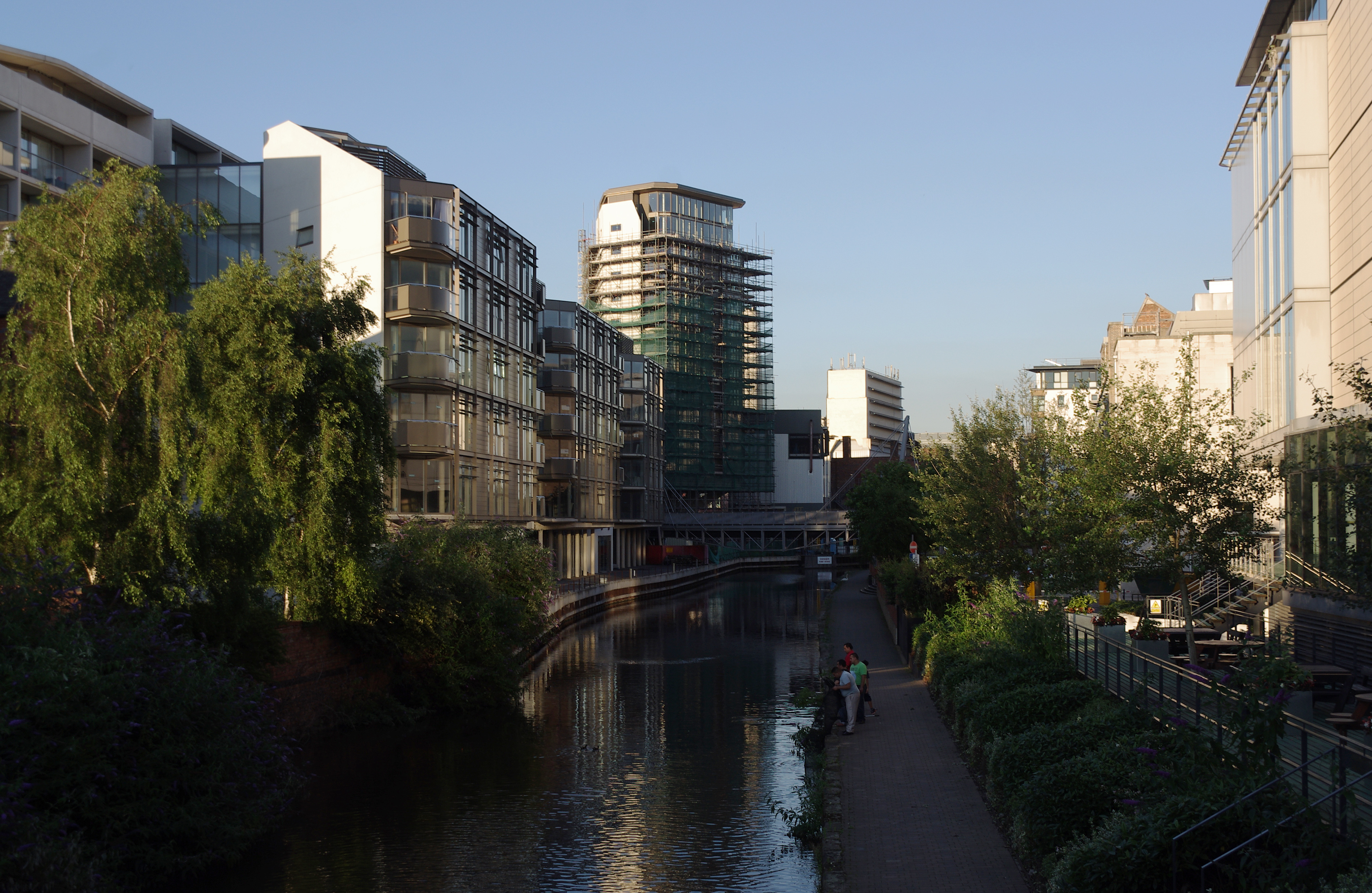
諾丁漢

## 文化

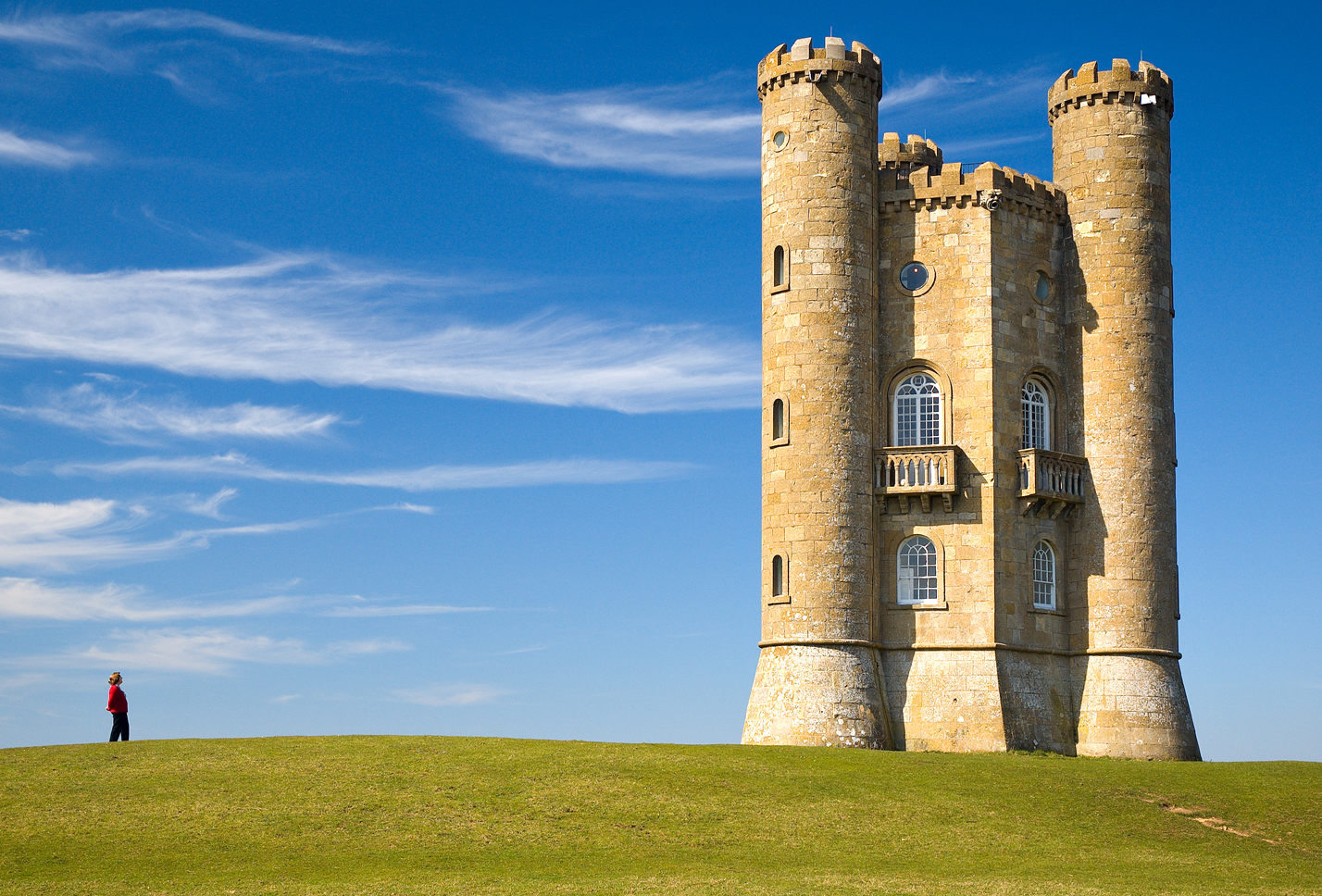
英格兰科茨沃尔德的百老匯塔

所谓“英格兰文化”“英格兰文学”和“英国文化”“英国文学”等，往往难以区分，有时候甚至是同义词。著名的英格兰文学家包括：
- 托马斯·布朗爵士
- 杰弗里·乔叟
- 约翰·弥尔顿
- 威廉·莎士比亚
- 简·奥斯丁

## 延伸阅读
[在维基数据编辑]
 《清史稿/卷154》，出自趙爾巽《清史稿》

## 外部連結
- English Heritage （页面存档备份，存于） – National body protecting English heritage
- Natural England （页面存档备份，存于） – Wildlife and the natural world of England
- VisitEngland （页面存档备份，存于） – English Tourist Board
- BBC News – England （页面存档备份，存于） – News items from BBC News relating to England
- GOV.UK （页面存档备份，存于） –  Website of the British Government
- OpenStreetMap上有關英格兰的地理